# Conseil mondial de l'énergie
Pour les articles homonymes, voir WEC.
Le Conseil mondial de l'énergie (en anglais : World Energy Council ou WEC) est une organisation internationale analysant les tendances énergétiques et soutenant l'accès et le développement des énergies durables à l'échelle de la planète. Fondé en 1924, l'organisation a son siège à Londres.

## Historique
Au lendemain de la Première Guerre mondiale, l'homme d'affaires Daniel Nicol Dunlop (en) a l'idée de créer un conseil mondial sur l'énergie. Ce dernier veut réunir des experts de partout dans le monde pour discuter des questions énergétiques actuelles et futures. En 1923, il organise les premiers comités nationaux. Ces comités se rencontrent lors d'une conférence en 1924. 1 700 experts provenant de 40 pays se réunissent à Londres pour discuter des questions énergétiques. La réunion est un succès et les participants conviennent le 11 juillet 1924 d'établir une organisation permanente nommée Conférence mondiale de l'électricité. Dunlop en devient le premier secrétaire général. En 1968, l'organisme devient la Conférence mondiale de l'énergie. Il acquiert son nom actuel en 1992.
Le Conseil est agréé par les Nations unies et regroupe une centaine de pays et leurs représentants sur les questions énergétiques. Il réalise régulièrement différents rapports, dont des études et des analyses utilisées par les décideurs politiques mondiaux. Tous les trois ans, le Congrès mondial de l'énergie fait une mise à jour de la situation énergétique internationale en réunissant des milliers de délégués.

## Liste des congrès
1. Londres, 1924
2. Berlin, 1930
3. Washington, 1936
4. Londres, 1950
5. Vienne, 1956
6. Melbourne, 1962
7. Moscou, 1968
8. Bucarest, 1971
9. Détroit, 1974
10. Istanbul, 1977
11. Munich, 1980
12. New Delhi, 1983
13. Cannes, 1986
14. Montréal, 1989
15. Madrid, 1992
16. Tokyo, 1995
17. Houston, 1998
18. Buenos Aires, 2001
19. Sydney, 2004
20. Rome, 2007
21. Montréal, 2010
22. Daegu, 2013
23. Istanbul, 2016
24. Abu Dhabi, 2019
25. Rotterdam, 2024

## Administration
| Secrétaire général  | Mandat      |
| ------------------- | ----------- |
| Daniel Nicol Dunlop | 1924 – 1928 |
| Charles Gray        | 1928 – 1966 |
| Eric Ruttley        | 1966 – 1986 |
| Ian Lindsay         | 1986 – 1998 |
| Gerald Doucet       | 1998 – 2008 |
| Kieran O'Brien      | 2008 – 2009 |
| Christoph Frei      | 2009 - 2019 |
| Angela Wilkinson    | Depuis 2019 |